# Rafael Bastos
Rafael Bastos (* 1. Januar 1985 in Rio de Janeiro) ist ein ehemaliger brasilianischer Fußballspieler, der als offensiver Mittelfeldspieler und Stürmer aktiv war. Im Laufe seiner Karriere spielte er in mehr als zwanzig unterschiedlichen Vereinen auf der ganzen Welt, darunter Teams in Brasilien, Europa, Asien und dem Nahen Osten. Er beendete seine Karriere bei Jacuipense.

## Karriere

### Karrierebeginn in Brasilien und Portugal
Bastos begann seine Karriere in den Jugendmannschaften von Bahia und gewann mehrere Titel in der Juniorenliga. Im Jahr 2006, bereits in der Profimannschaft, zeigte er eine hervorragende Leistung in der Serie C und war der Star des Teams. Im Jahr 2007 wurde er Stammspieler in der Campeonato Baiano sowie in der Copa do Brasil, wo er sich besonders hervorgetan und die Aufmerksamkeit anderer Vereine auf sich gezogen hat. Mitte 2007 wurde er an Cruzeiro verkauft, das ihn sofort an portugiesischen Klub Os Belenenses auslieh. Seine guten Leistungen weckten das Interesse des Clube Desportivo Nacional, der ihn 2008 unter Vertrag nahm.
Er kehrte nach Brasilien zurück, um bis zum Ende der Saison 2009 für Vitória zu spielen. Nach nur wenigen Monaten im Verein aus Bahia wurde er aufgrund der hohen Anzahl an Spielern im Kader entlassen.

### Internationale Stationen
Im Verlauf seiner Karriere spielte Bastos für mehrere Teams weltweit. 2009 wechselte er zum japanischen Klub Consadole Sapporo. 2010 unterschrieb er bei Sporting Braga in Europa, wo er dem Verein in der Endphase der portugiesischen Meisterschaft half, die seine Mannschaft als Vizemeister beendete.
Seine Zeit bei CFR Cluj in Rumänien war besonders erfolgreich: Bastos gewann mit Cluj zwei nationale Meisterschaften und wurde zu einem der beliebtesten Spieler des Klubs. Am 22. Dezember 2012 wechselte er in die Saudi Professional League zu Al-Nassr aus Saudi-Arabien.

### Rückkehr nach Brasilien und weitere Stationen
Nach seiner Zeit im Nahen Osten kehrte Bastos im Februar 2015 nach Brasilien zurück und unterschrieb bei Figueirense bis zum Ende der Saison. 2016 verlängerte Figueirense den Vertrag mit Rafael Bastos nicht und er unterschrieb bei América Mineiro. Mitte 2016 unterschrieb er bei Chapecoense und spielte sogar ein Spiel als Stammspieler in der Copa Sudamericana. Nach zwei Monaten bei Chape und wenigen Einsatzmöglichkeiten unterschrieb er beim Hatta Club. Im Dezember 2017 gab der Verein Atlético Mineiro, auch Galo genannt, Rafael Bastos als neuen Spieler für die Saison 2018 bekannt.
Trotz mehrerer Wechsel und teils begrenzter Spielzeiten blieb er ein gefragter Spieler und versuchte immer wieder, seine Karriere auf internationalem Niveau fortzusetzen. Nach einem kurzen Engagement bei Mumbai City FC in der Indian Super League und einer Rückkehr nach Brasilien, wo er für Jacuipense spielte, beendete er seine Karriere 2021.

## Erfolge
EC Vitória
- Staatsmeisterschaft von Bahia: 2009

Sporting Braga
- Primeira Liga: 2009/10 (Vizemeister)

CFR Cluj
- Liga 1: 2011/12

Figueirense FC
- Staatsmeisterschaft von Santa Catarina: 2015

América Mineiro
- Staatsmeisterschaft von Minas Gerais: 2016

Chapecoense
- Copa Sul-Americana: 2016[5]

Buriram United
- Thai League: 2017